# Avenida Tomás Moro
Avenida Tomás Moro es una avenida perteneciente a la comuna de Las Condes en Santiago de Chile, dicha arteria comienza en la intersección con la Avenida Apoquindo, siendo la continuación en dirección sur de la avenida Chesterton. Esta avenida termina por el sur en la Avenida Francisco Bilbao el límite de Las Condes (calzada norte) y La Reina (calzada sur) donde hay una pequeña rotonda. La continuación de la avenida en La Reina es denominada Avenida Alcalde de La Lastra.

## Hitos

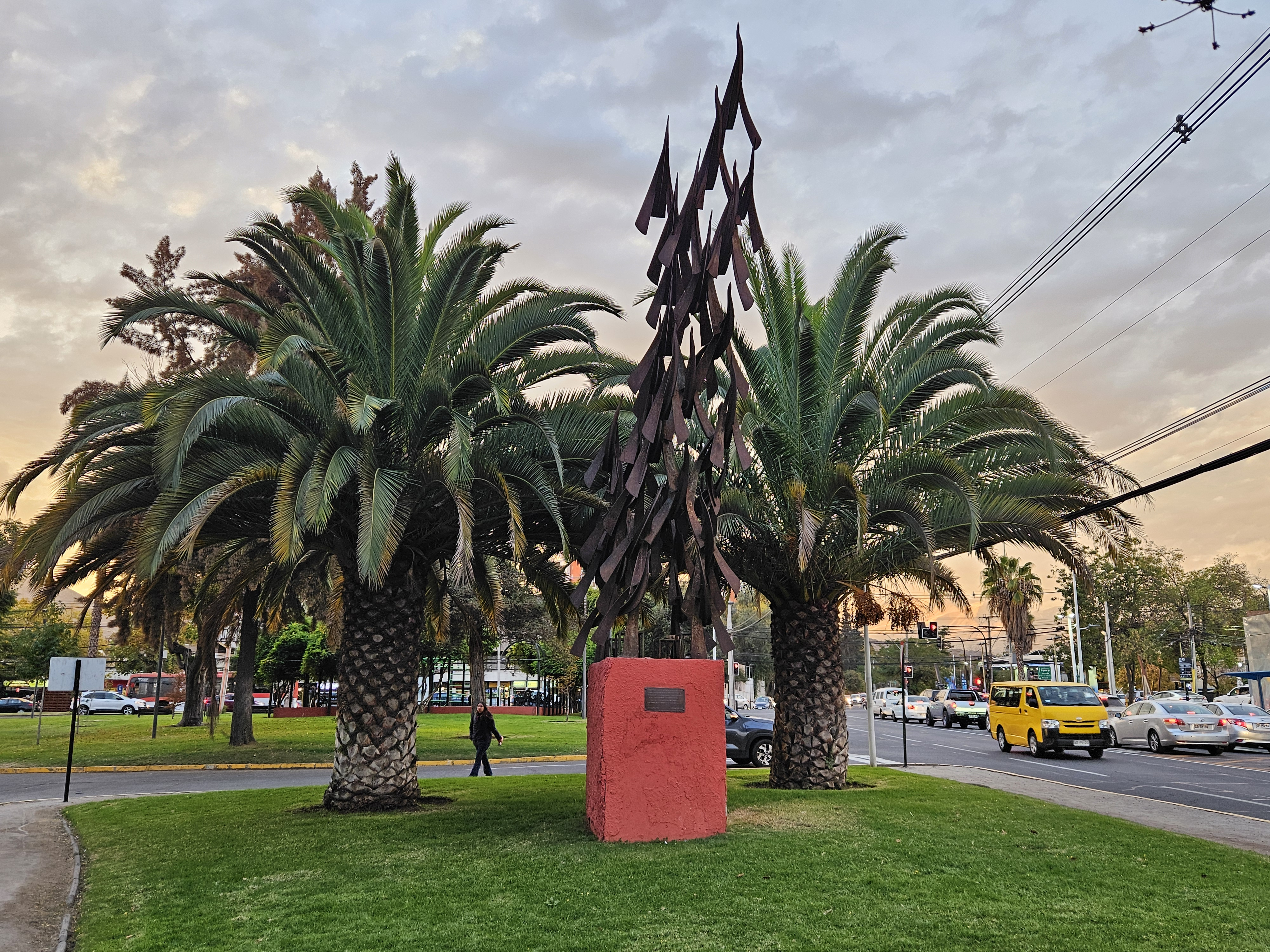
Homenaje a Martin Luther King por Sergio Castillo Mandiola en la intersección de Tomás Moro con Apoquindo

Sobre esta avenida en el número 200, a dos cuadras de la intersección con Apoquindo, se encontró ubicada la residencia del Presidente Salvador Allende, desde donde partió al Palacio de La Moneda el 11 de septiembre de 1973 durante el golpe de Estado. Durante dichos eventos la residencia presidencial fue bombardeada por los mismos aviones que atacaron la sede de gobierno, aunque sus ocupantes escaparon ilesos. Posteriormente el lugar fue saqueado, expropiado y traspasado al Consejo Nacional de Protección a la Ancianidad (Conapran), vinculado con la Fuerza Aérea de Chile, su actual ocupante. El 26 de diciembre de 2006 la presidenta Michelle Bachelet declaró al inmueble como Monumento Histórico.
En la avenida Tomás Moro, a la altura de la intersección de las avenidas Cuarto Centenario y Cristóbal Colón se ubica la Rotonda Atenas. Este lugar es el de mayor tráfico en la zona, y para ello se creó un paso superior por el eje de Colón y un paso nivel inferior que une Tomás Moro Norte y Sur pasando abajo de la rotonda. Así, solo las calles Los Dominicos y Cuarto Centenario no tienen un bloqueo de la rotonda.